# Raleb Majadele
Raleb Majadele, född 5 april 1953 i Baka el-Garbia, Israel, är en israelisk politiker och medlem av Knesset för Arbetarpartiet, som den 28 januari 2007 blev den förste arabiske muslimen att ingå i Israels regering då han utsågs till minister för vetenskap, kultur och sport.